# Garaeus fujiyamai
Garaeus fujiyamai är en fjärilsart som beskrevs av Inoue 1954. Garaeus fujiyamai ingår i släktet Garaeus och familjen mätare. Inga underarter finns listade i Catalogue of Life.